# Missing You (John-Waite-Lied)
Missing You ist ein Lied von John Waite aus dem Jahr 1984, das von ihm, Mark Leonard und Chas Sanford geschrieben wurde.

## Geschichte
Missing You erschien am 15. Juni 1984 auf dem Album No Brakes und sodann im August 1984 als Single. Es wurde ein Nummer-eins-Hit in den Vereinigten Staaten. In den europäischen Charts erreichte der Titel nur im Vereinigten Königreich die Top Ten. In der Schweiz, Deutschland und Belgien (Platz 19) kam er in die Charts. 
Das Lied ist in der 7"-Version 4:01 Minuten lang. Eine 12"-Maxisingle mit einer 7:01 Minuten langen Extended Version erschien ebenfalls. Auf der B-Seite der Single-Versionen befindet sich jeweils der Song For Your Love.
In dem Lied besingt der Protagonist, dass er seine Geliebte einerseits vermisst, andererseits gar nicht. 
In der Episode Pakt mit dem Teufel von Miami Vice und dem Film Selena – Ein amerikanischer Traum konnte man den Song hören, des Weiteren hörte man ihn auch in dem Spiel Grand Theft Auto: Vice City.
In der Netflix-Serie Ich vermisse dich spielt Waites Song eine besondere Rolle, da es der Lieblingssong der Protagonistin ist.

## Musikvideo
Das Musikvideo wurde in Los Angeles gedreht. Zu Beginn des Clips sitzt John Waite in einem Sessel, er sieht ein Bild von einer Frau und beginnt den Song zu singen. Als er die Tür öffnen will, kommt die Frau zu ihm und beide umarmen sich im Bett. Später packt die Frau ihre Koffer, was Waite durch den Türschlitz sieht und sie verlässt ihn. Beim Verlassen knallt sie die Tür auf, dabei steht Waite hinter der Tür und die Tür kracht mit voller Wucht auf ihn. Später findet er sich in einer Bar wieder und trinkt ein Glas Wein. Nach dem Besuch sieht er die Frau wieder in einem Filmstudio. Da lächelt sie ihm zu. Nachher ruft Waite sie von einer Telefonzelle an, die Frau nimmt den Hörer ab, aber vor Nervosität verschwindet er aus der Telefonzelle. Er läuft in der Stadt entlang und sieht ein Bild der Frau in einer Zeitung, erneut geht er in eine Kneipe. Dort versucht eine andere Frau mit ihm zu flirten, doch vor lauter Kummer zeigt er sich nicht interessiert und geht wieder nach Hause. In einer weiteren Szene steht er auf einer Bühne und singt den Song, dort scheitert ein weiterer Versuch die Frau anzurufen. Am Ende legt er sich schlafen, da ruft die Frau, die ihn verlassen hatte, wieder an, und aus Rache ignoriert Waite die Frau.

## Coverversionen

### Tina Turner
1996 coverte Tina Turner Missing You auf ihrem Album Wildest Dreams und konnte einen Erfolg im Vereinigten Königreich verbuchen. Auf die Idee, den Song zu covern, kam Tina Turner, als sie erfuhr, dass ihr Hit What’s Love Got to Do with It von dem One-Hit-Wonder John Waite in den Billboard Hot 100 1984 von der Spitze verdrängt wurde. Das Cover produzierte Trevor Horn.

### Andere Coverversionen
Der Titel wurde vielfach von anderen Interpreten gecovert. Im Folgenden findet sich eine Auswahl:
- 1985: Barbara Dickson
- 1995: Tina Turner
- 1997: Don Henley
- 1999: Brooks & Dunn
- 2006: Rod Stewart
- 2007: Alison Krauss feat. John Waite
- 2007: Declan Galbraith